# 2025 en astronautique
Chronologie de l'astronautique
- 2021
- 2022
- 2023
- 2024
- 2025
- 2026
- 2027
- 2028
- 2029

Cette page présente la chronologie des événements qui se sont produits ou sont prévus durant l'année 2025 dans le domaine de l'astronautique. 

## L'agenda 2025 (prévisions)

### Sondes interplanétaires
Deux missions d'exploration du système solaire doivent être lancées en 2025 :
- La sonde spatiale chinoise Tianwen 2 doit ramener un échantillon de sol de l'astéroïde (469219) Kamoʻoalewa, un quasi-satellite de la Terre ayant subi très peu de changements depuis l'époque de la formation du système solaire.
- La sonde spatiale chinois IHP-1.

### Exploration de la Lune

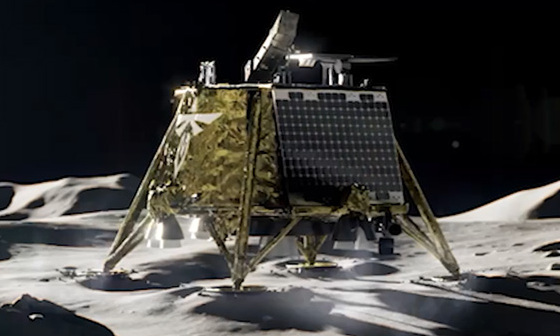
L'atterrisseur lunaire (ici vue d'artiste) a effectué son premier vol (mission Blue Ghost M1) en janvier (atterrissage sur la Lune en Mars).

Cinq missions du programme CPLS de la NASA doivent déposer une charge utile à la surface de la Lune :
- Mission Blue Ghost M1  : L'atterrisseur Blue Ghost de la société Firefly (vol inaugural) doit déposer dix instruments dans le bassin de la Mer des Crises.
- Mission IM-2 :  l'atterrisseur Nova-C de la société Intuitive Machines doit déposer  dans le cratère Shackleton trois instruments de la NASA dont la foreuse PRIME-1 associée à un spectromètre de masse  dans le but de tenter de collecter de la glace du pôle sud lunaire et un petit astromobile destiné à testée un réseau de communications 4G.
- Mission IM-3 :  l'atterrisseur Nova-C de la société Intuitive Machines doit déposer quatre charges utiles dans la région de Reiner Gamma.
- L'atterrisseur Griffin de la société Astrobotic (vol inaugural) doit déposer  une charge utile dans la région du pôle sud.
- L'atterrisseur Blue Moon Mark 1 de la société Blue Origin (vol inaugural) doit déposer une charge utile dans la région du pôle sud.

- Mission RESILIENCE : Le petit atterrisseur japonais Hakuto-R doit effectuer une deuxième tentative d'atterrissage à la surface de la Lune après son échec de 2024. Il transportera le petit astromobile européen Tenacius[1].

### Satellites scientifiques

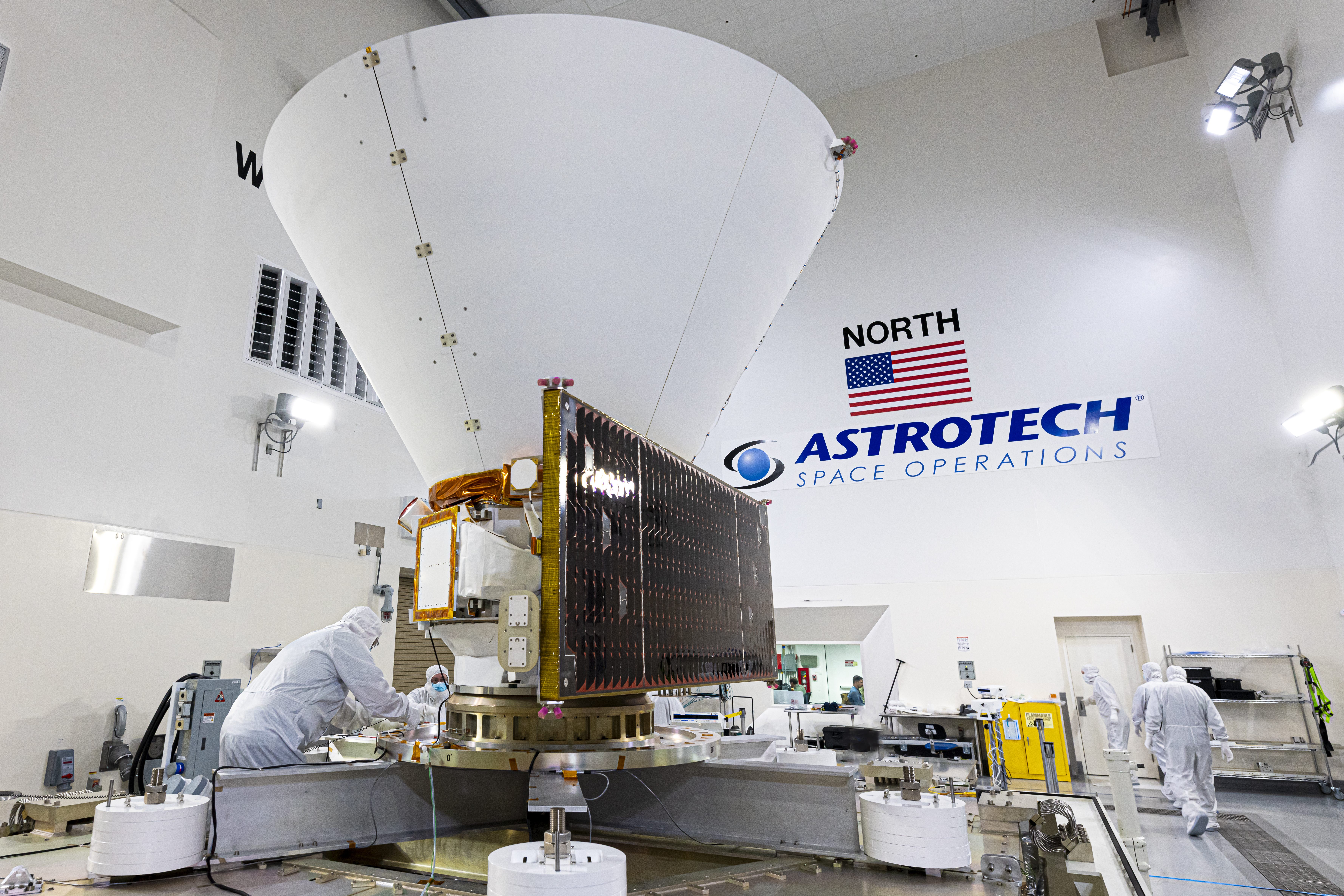
Le télescope infrarouge SPHEREx de la NASA.

Plusieurs satellites scientifiques doivent être placés en orbite en 2025 :
- La constellation de quatre micro-satellites de la mission PUNCH de la NASA doivent étudier les interactions entre, d'une part les événements se produisant dans la couronne solaire et produisant le vent solaire et d'autre part l'héliosphère[2].
- L'observatoire solaire IMAP doit étudier le vent solaire et le milieu interstellaire local[3].
- Le petit télescope spatial infrarouge SPHEREx de la NASA doit effectuer un relevé de l'ensemble du ciel dans 96 longueurs d'onde en proche infrarouge (0,75-5 microns)[4].

### Satellites d'observation de la Terre

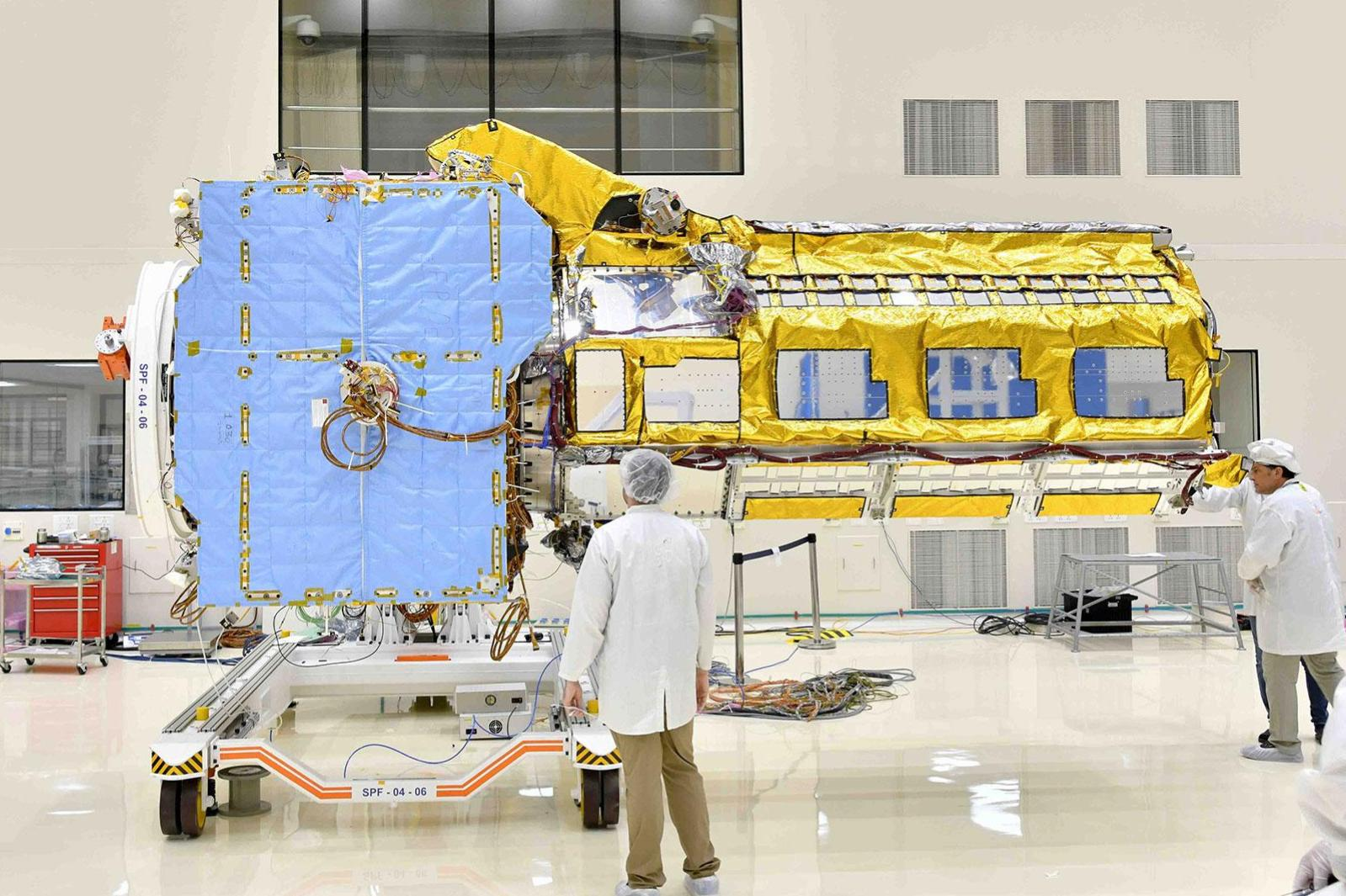
Le satellite d'observation de la Terre américano-indien NISAR dans une salle blanche à Bangalore (Inde) en 2023.

Plusieurs satellites d'observation de la Terre scientifiques doivent être placés en orbite en 2025 : 
- Le satellite d'observation de la Terre NISAR développé conjointement par la NASA et l'agence spatiale ISRO doit étudier à l'aide d'un radar à synthèse d'ouverture bi-fréquence les changements affectant les écosystèmes, la croûte terrestre et la cryosphère[5].
- Le satellite FLEX de l'Agence spatiale européenne doit permettre de mieux comprendre le fonctionnement du processus de photosynthèse en effectuant des mesures globales de la fluorescence liée à ce mécanisme[6].
- Le satellite franco-indien TRISHNA doit effectuer le suivi de l’état hydrique et du stress des écosystèmes continentaux.
- Le satellite SMILE développé conjointement par l'Agence spatiale européenne et l'Académie chinoise des sciences, ayant pour but principal l'étude des interactions entre le bouclier magnétique de la Terre, la magnétosphère terrestre, et le vent solaire[7].
- Les deux mini-satellites de la mission TRACERS développés par la NASA pour mieux comprendre le cycle du carbone en mesurant les concentrations des principaux gaz associés au carbone (monoxyde de carbone, dioxyde de carbone, méthane) sur l'ensemble du continent américain.
- Le satellite Biomass de l'Agence spatiale européenne doit évaluer le volume global de la biomasse tropicale de la planète afin d'estimer les quantités de carbone stockées et les flux de celui-ci[8].
- Le satellite français MicroCarb doit mesurer les échanges de dioxyde de carbone présent dans l'atmosphère de la Terre au-dessus de l'ensemble des régions du globe et plus particulièrement dans les zones mal couvertes par l'instrumentation terrestre[9].

### Missions spatiales habitées

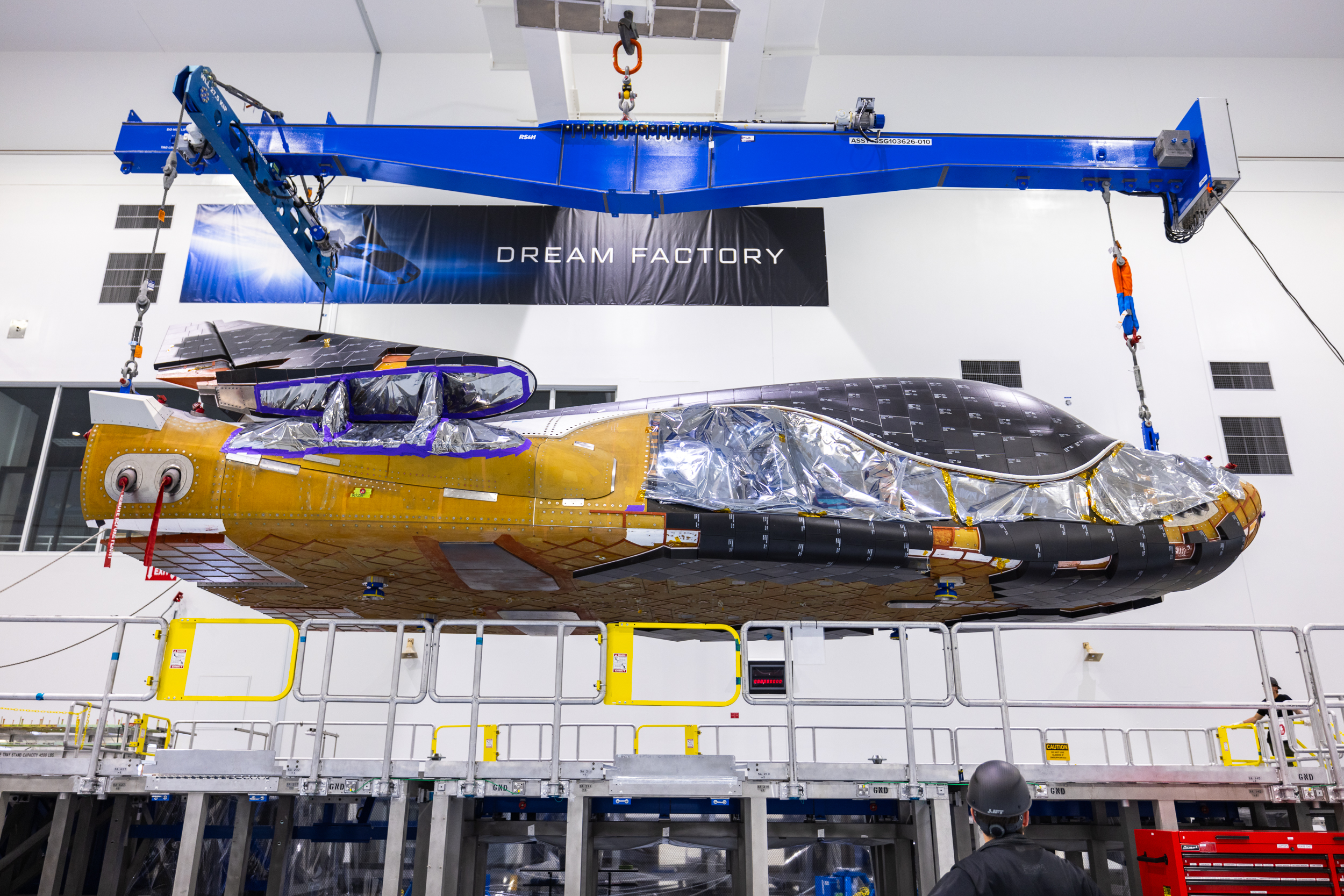
Le vaisseau spatial Dream Chaser arrive au centre spatial Kennedy en mai 2024.

Les missions à destination de la Station spatiale internationale comprennent plusieurs vols du vaisseau Crew Dragon et deux missions Soyouz,  Soyouz MS-27 et MS-28, pour assurer la relève des équipages ainsi que plusieurs missions de ravitaillement prises en charge par les vaisseaux Progress, Cygnus et Crew Dragon. Deux missions, Shenzhou 20 et 21, assureront la relève de la Station spatiale chinoise qui sera par ailleurs ravitaillée par plusieurs missions Tianzhou. La version HTV-X améliorée du vaisseau cargo japonais effectuera un premier ravitaillement de la Station spatiale internationale. Deux autres missions de transport d'astronautes sera prise en charge par le vaisseau Crew Dragon : la mission Axiom-4 qui transportera des astronautes de Pologne, d'Inde et de Hongrie et la mission Fram2 qui transportera des touristes payants sur une orbite polaire.  
- Premier vol du cargo spatial réutilisable Dream Chaser qui sera placé en orbite par un lanceur Vulcan dont ce sera le deuxième vol[11].
- Gaganyaan 3 est la première mission orbitale habitée du programme spatial indien. Elle doit permettre à un équipage de trois astronautes de séjourner dans l'espace environ sept jours. L'Inde devient ainsi le 4e pays à développer et lancer avec un équipage une capsule spatiale[12].

### Lanceurs

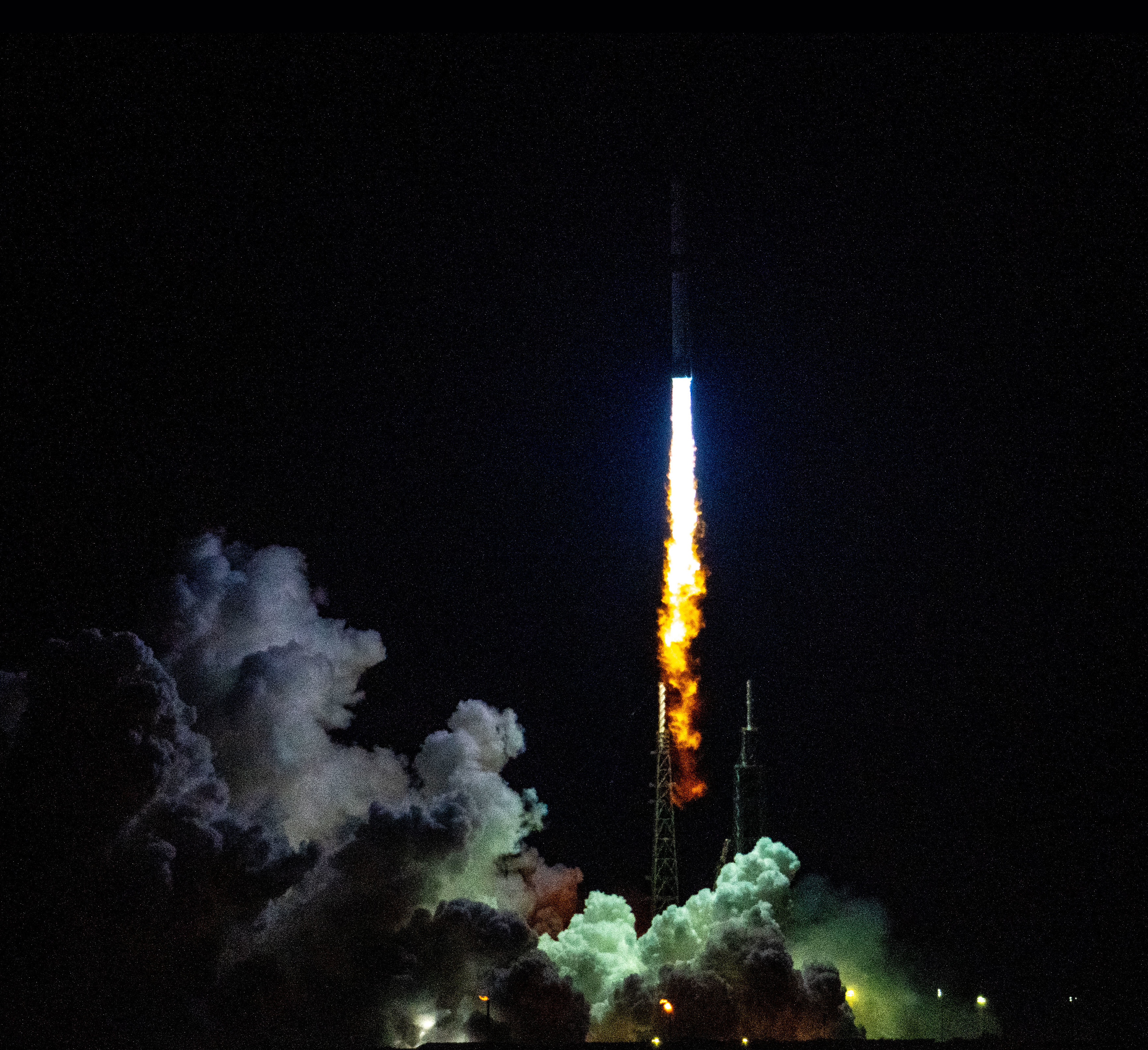
Vol inaugural du lanceur spatial américain lourd New Glenn.

Le premier vol des lanceurs moyens / lourds non chinois suivants pourrait avoir lieu en 2025 :
- Le lanceur américain New Glenn [13].
- La version lourde du lanceur Ariane 6 (l'Ariane 64).
- Le lanceur néo-zélandais/américain Neutron.
- Le lanceur américain Firefly MLV.
- Le lanceur américain réutilisable Terran R [14].
- Antares 330 version de l'Antares utilisant un nouveau premier étage propulsé par des moteurs-fusées Miranda.

Le premier vol des lanceurs légers suivants non chinois pourrait avoir lieu en 2025 :
- Le lanceur allemand RFA One (1 600 kg en orbite basse).
- Le lanceur allemand Spectrum (1000 kg en orbite basse).
- Le lanceur anglais Skyrora XL (315 kg en orbite héliosynchrone).
- Le lanceur léger français Zéphyr.
- Le lanceur léger espagnol Miura 5.
- le lanceur anglais Prime.
- le lanceur australien Eris.

Plusieurs lanceurs chinois (nouveaux ou nouvelles versions) pourraient effectuer leur vol inaugural en 2025 :
- Le nouveau lanceur lourd méthalox réutilisable Zhuque-3 (600 tonnes au décollage) développé par Landspace capable de placer en orbite basse une charge utile de 21 tonnes et de 12,5 à 18,3 tonnes dans sa version utilisant un premier étage réutilisable. La structure du lanceur est en acier inoxydable.
- Le nouveau lanceur lourd kérolox non réutilisable Tianlong-3 de la société Space Pioneer (590 tonnes au décollage) capable de placer 17 tonnes en orbite basse.
- Le nouveau  lanceur moyen non réutilisable kerolox Pallas-1 (charge utile de 8 tonnes en orbite basse) développé par la société Galactic Energy. Une version réutilisable est programmée.
- Le lanceur léger non réutilisable kerolox Ceres-2 de la société Galactic Energy version améliorée de la fusée à propergol solide Ceres-1 avec une charge utile en orbite basse passant de 400 à 1600 kg. Une version réutilisable est programmée.
- Le nouveau lanceur léger réutilisable kerolox Nebula-1 de la société Deep Blue Aerospace capable de placer 2 tonnes en orbite basse.
- Le nouveau lanceur moyen kerolox non réutilisable dans sa version initiale Kinetica-2  de la société CAS Space (filiale de l'Académie des sciences chinoises) capable de placer 12 tonnes en orbite basse.
- Le nouveau lanceur moyen non réutilisable kerolox Hyperbola-3 de la société iSpace. Une version réutilisable capable de placer une charge utile de 8,5 tonnes en orbite basse doit être développée dans un deuxième temps.
- La version Longue Marche 8A de ce lanceur moyen kerolox développé par CALT disposera d'une charge utile en orbite héliosynchrone accrue (passant de 5 à 7 tonnes) et qui comportera une coiffe de diamètre supérieure (5,2 mètres).
- la version réutilisable du lanceur moyen kerolox Longue Marche 12A   développé par SAST dont le premier vol a eu lieu fin 2024.

## Programmes spatiaux nationaux

### NASA: projet de budget 2026
La proposition de budget de la NASA pour l'année 2026 soumise au vote du Congrès par la présidence des États-Unis annonce un bouleversement complet du programme spatial civil américain. Il reflète le parti pris anti-science du président Donald Trump avec une réduction de 47% du budget consacré aux missions scientifiques. le budget global passe de 24,9 à 18,8 milliards de dollars. Les effectifs de la NASA passent de 17 400 à 11 850 employés. Par ailleurs le programme Artemis est abandonné après la mission Artemis III. Les projets abandonnés, s'ils sont entérinés, ont des répercussions très importantes sur le programme spatial européen. Dans le détail :
- Abandon de la mission Mars Sample Return en cours de développement.
- Abandon des deux missions d'exploration de Vénus, VERITAS et DAVINCI en cours de développement.
- Retrait de la participation américaine à la mission EnVision de l'Agence spatiale européenne. La NASA devait fournir le principal instrument (radar) ..
- Retrait de la participation de la NASA au rover/astromobile Rosalind Franklin de l'Agence spatiale européenne. Bien que peu importante cette contribution comportait la fourniture des systèmes de chauffage radioactifs au plutonium 238 qu'aucune autre agence peut fournir ....
- Fin des missions martiennes (orbiteurs) Mars Odyssey et MAVEN. Si la première sonde spatiale était de toute façon en sursis compte tenu de sa date de lancement, MAVEN joue un rôle important sur le plan scientifique et sert de relais entre les missions martiennes au sol et la Terre.
- Fin de la mission Juno qui était toutefois presque au bout de son potentiel.
- Fin des mission New Horizons (seule mission explorant le système solaire au dela de Pluton) et OSIRIS-REx (cette dernière devait survoler l'astéroïde géocroiseur Apophis dans le cadre de la mission ORISIS-APEX).
- Fin de la mission de l'observatoire spatial Fermi.
- Fin des missions d'observation de la Terre Terra, OCO-3, TIMED, Aura, THEMIS-ARTEMIS, Aqua, IBEX, GOLD, DSCOVR et MMS.
- Fin du programme Landsat Next en cours de développement (observation de la Terre) au profit d'un programme SLI à définir.
- Les coupes budgétaires entraineront sans doute l’arrêt de la production du plutonium 238 utilisé par les missions d'exploration du système solaire.

En ce qui concerne le programme spatial habité :
- Le programme Artemis est abandonné après la mission Artemis III.
- La production du lanceur SLS est arrêtée
- La production du vaisseau spatial Orion est arrêtée (impact important pour l'industrie spatiale européenne qui fournissait le module de service).
- La station spatiale lunaire Gateway est arrêtée  (impact important pour l'industrie spatiale européenne qui fournissait plusieurs modules).
- Le budget de la Station spatiale internationale est réduit ce qui entrainera sans doute l'annulation du financement Starliner

Contrairement à ce qui était prévu le télescope spatial Nancy Grace Roman  pratiquement achevé sera bien lancé mais l'enveloppe prévue en 2026 est réduite ce qui entrainera un report du lancement. Les deux principaux télescopes spatiaux Hubble et James Webb sont préservés mais leur budget de fonctionnement sera réduit.
De nouveaux postes de dépense apparaissent :
- Un nouveau programme doté de 864 millions US$ baptisé Moon to Mars doit préparer l'arrivée des hommes sur Mars.
- 272 millions US$ sont budgétés pour financer des stations spatiales privées
- 200 millions US$ sont budgétés pour financer des démonstrations d'atterrissage sur Mars de vaisseaux avec équipage.

## Chronologie
Dernière mise à jour : 8 aout 2025

### Janvier
| Date       | Lanceur            | Base de lancement        | Orbite                              | Charge utile                                            | Notes                                                                                       |
| 4 janvier  | Falcon 9 Bloc 5    | Cape Canaveral           | Orbite géostationnaire              | Thuraya 4-NGS                                           | Satellite de télécommunications.                                                            |
| 6 janvier  | Longue Marche 3B/E | Xichang                  | Orbite de transfert géostationnaire | Shijian 25                                              | Démonstrateur technologique de prestation de maintenance de satellite en orbite.            |
| 6 janvier  | Falcon 9 Bloc 5    | Cape Canaveral           | Orbite basse                        | Starlink x 24 Groupe 6-71                               | Satellites de télécommunications.                                                           |
| 8 janvier  | Falcon 9 Bloc 5    | Centre spatial Kennedy   | Orbite basse                        | Starlink x 21 Groupe 12-11                              | Satellites de télécommunications                                                            |
| 10 janvier | Falcon 9 Bloc 5    | Vandenberg               | Orbite héliosynchrone               | Starshield x 21                                         | Constellation de satellites de télécommunications militaires.                               |
| 10 janvier | Falcon 9 Bloc 5    | Cape Canaveral           | Orbite basse                        | Starlink x 21 Groupe 12-12                              | Satellites de télécommunications.                                                           |
| 13 janvier | Jielong-3          | Mer de Chine méridionale | Orbite basse                        | CentiSpace-1 S7-16                                      | Satellites de navigation                                                                    |
| 13 janvier | Falcon 9 Bloc 5    | Cape Canaveral           | Orbite basse                        | Starlink x 21 Groupe 12-4                               | Satellites de télécommunications.                                                           |
| 14 janvier | Falcon 9 Bloc 5    | Vandenberg               | Orbite héliosynchrone               | environ 50 micro- et nano-satellites de différents pays | Mission Transporter-12 de type SmallSat Rideshare                                           |
| 15 janvier | Falcon 9 Bloc 5    | Centre spatial Kennedy   | Transfert vers la lune              | Blue Ghost M1 RESILIENCE                                | Atterrisseurs lunaires                                                                      |
| 16 janvier | New Glenn          | Cape Canaveral           | Orbite basse                        | Blue Ring Pathfinder                                    | Vol inaugural                                                                               |
| 16 janvier | Starship           | SpaceX Starbase          | Vol suborbital                      | Drapeau des États-Unis                                  | Septième vol de qualification. Vol inaugural deuxième étage bloc 2 (Explosion en vol)       |
| 17 janvier | Ceres-1            | Jiuquan                  | Orbite héliosynchrone               | Tianlu-1, Jitianxing A-05                               | Satellites météorologiques                                                                  |
| 20 janvier | Longue Marche 2D   | Jiuquan                  | Orbite héliosynchrone               | Yunyao-1, Lantan-1 PRSC-EO1                             | Satellites d'astronomie, océanographique, d'orbservation de la Terre                        |
| 21 janvier | Falcon 9 Bloc 5    | Vandenberg               | Orbite basse                        | Starlink x 27 Groupe 11-8                               | Satellites de télécommunications.                                                           |
| 21 janvier | Falcon 9 Bloc 5    | Centre spatial Kennedy   | Orbite basse                        | Starlink x 21 Groupe 13-1                               | Satellites de télécommunications                                                            |
| 23 janvier | Longue Marche 6A   | Taïyuan                  | Orbite héliosynchrone               | G60 x 18                                                | Satellites de télécommunications. Déploiement de la mégaconstellation chinoise G60/Qianfan. |
| 23 janvier | Longue Marche 3B/E | Xichang                  | Orbite géosynchrone                 | TJS-14                                                  | Satellite ?                                                                                 |
| 24 janvier | Falcon 9 Bloc 5    | Vandenberg               | Orbite basse                        | Starlink x 27 Groupe 11-6                               | Satellites de télécommunications.                                                           |
| 27 janvier | Falcon 9 Bloc 5    | Cape Canaveral           | Orbite basse                        | Starlink x 21 Groupe 12-7                               | Satellites de télécommunications.                                                           |
| 29 janvier | GSLV Mk II         | Satish Dhawan            | Orbite géosynchrone                 | NVS-02                                                  | Système de navigation par satellite. Nouvelle génération de satellites (NaVic)              |
| 30 janvier | Falcon 9 Bloc 5    | Cape Canaveral           | Orbite géostationnaire              | SpainSat NG I                                           | Satellite de télécommunications.                                                            |

### Février
| Date       | Lanceur             | Base de lancement      | Orbite                              | Charge utile                                                                             | Notes |
| 1 février  | Falcon 9 Bloc 5     | Vandenberg             | Orbite basse                        | Starlink x 22 Groupe 11-4                                                                | Satellites de télécommunications. |
| 2 février  | H3-22S              | Tanegashima            | Orbite géosynchrone                 | QZS-6                                                                                    | Satellite de navigation |
| 4 février  | Falcon 9 Bloc 5     | Cape Canaveral         | Orbite basse                        | Starlink x 21 Groupe 12-3                                                                | Satellites de télécommunications. |
| 4 février  | Falcon 9 Bloc 5     | Centre spatial Kennedy | Orbite basse                        | Worldview Legion 5 & 6                                                                   | Satellites d'observation de la Terre |
| 5 février  | Soyouz 2.1v / Volga | Plessetsk              | Orbite polaire                      | Cosmos 2581, 2582 et 2583                                                                | Nature des satellites inconnue. Dernier vol de la version Soyouz 2.1v. |
| 8 février  | Electron            | Mahia LC-1             | Orbite basse                        | KINEIS x 5                                                                               | Internet des objets |
| 8 février  | Falcon 9 Bloc 5     | Cape Canaveral         | Orbite basse                        | Starlink x 21 Groupe 12-9                                                                | Satellites de télécommunications. |
| 11 février | Longue Marche 8A    | Wenchang               | Orbite héliosynchrone               | Guowang x 9                                                                              | Premier vol de la version Longue Marche 8A, deuxième déploiement de la superconstellation Guowang. |
| 11 février | Falcon 9 Bloc 5     | Cape Canaveral         | Orbite basse                        | Starlink x 21 Groupe 12-18                                                               | Satellites de télécommunications. |
| 15 février | Falcon 9 Bloc 5     | Cape Canaveral         | Orbite basse                        | Starlink x 21 Groupe 12-8                                                                | Satellites de télécommunications. |
| 18 février | Falcon 9 Bloc 5     | Cape Canaveral         | Orbite basse                        | Starlink x 23 Groupe 10-12                                                               | Satellites de télécommunications. |
| 18 février | Electron            | Mahia LC-1             | Orbite héliosynchrone               | BlackSky x 20                                                                            | Satellite d'observation de la Terre |
| 21 février | Falcon 9 Bloc 5     | Cape Canaveral         | Orbite basse                        | Starlink x 23 Groupe 12-14                                                               | Satellites de télécommunications. |
| 22 février | Longue Marche 3B/E  | Xichang                | Orbite de transfert géostationnaire | ChinaSat 10R                                                                             | Satellite de télécommunications. |
| 23 février | Falcon 9 Bloc 5     | Vandenberg             | Orbite basse                        | Starlink x 22 Groupe 15-1                                                                | Satellites de télécommunications. |
| 27 février | Falcon 9 Bloc 5     | Centre spatial Kennedy | Transfert vers la Lune              | IM-2, Lunar Trailblazer, Brokkr-2 Odin, Chimera-1, μNova, M1 MAPP, Sherpa-ES, Tanker-002 | IM-2 est le deuxième vol de l'atterrisseur lunaire Nova-C Les autres charges utiles sont e :n orbite lunaire Khon1 (télécommunications),Lunar Trailblazer (cartographie des gisements d'eau) ; en orbite géostationnaire : Sherpa-ES (remorqueur spatial), Tanker-002 (ravitaillement en orbite). Déposé sur le sol lunaire : μNova (astromobile), M1 MAPP (astromobile). |
| 27 février | Falcon 9 Bloc 5     | Cape Canaveral         | Orbite basse                        | Starlink x 21 Groupe 12-13                                                               | Satellites de télécommunications. |
|            | Longue Marche 2C    | Jiuquan                | Orbite héliosynchrone               | Siwei Gaojing 1-03 et 1-04                                                               | Satellites d'observation de la Terre |
| 27 février | Soyouz 2.1a         | Baïkonour              | Orbite basse                        | Progress MS-30                                                                           | Ravitaillement de la Station spatiale internationale |

### Mars
| Date    | Lanceur                 | Base de lancement      | Orbite                              | Charge utile                                                                | Notes |
| 1 mars  | Kuaizhou 1A             | Jiuquan                | Orbite héliosynchrone               | ?                                                                           | |
| 2 mars  | Soyouz 2.1b / Fregat-MT | Plessetsk              | Orbite moyenne                      | Glonass-K2 N°14L                                                            | Système de navigation par satellite |
| 3 mars  | Falcon 9 Bloc 5         | Cape Canaveral         | Orbite basse                        | Starlink x 21 Groupe 12-20                                                  | Satellites de télécommunications. |
| 6 mars  | Starship                | SpaceX Starbase        | Vol suborbital                      | Drapeau des États-Unis                                                      | Huitième vol de qualification. Deuxième test de la v2 du deuxième étage. (Explosion en vol)                                                                       |
| 6 mars  | Ariane 62               | Kourou                 | Orbite héliosynchrone               | CSO 3                                                                       | Satellite de reconnaissance |
| 11 mars | Falcon 9 Bloc 5         | Vandenberg             | Orbite basse                        | PUNCH, SPHEREx                                                              | télescope proche infrarouge (SPHEREx), observatoire du Soleil |
| 11 mars | Longue Marche 8         | Wenchang               | Orbite basse                        | Qianfan x 18                                                                | Déploiement de la constellation de satellites de télécommunications. Premier lancement depuis le nouveau pas de tir de Wenchang dédié aux vols commerciaux (LC1). |
| 13 mars | Falcon 9 Bloc 5         | Cape Canaveral         | Orbite basse                        | Starlink x 21 Groupe 12-21                                                  | Satellites de télécommunications. |
| 14 mars | Falcon 9 Bloc 5         | Centre spatial Kennedy | Orbite basse                        | SpaceX Crew-10                                                              | Relève équipage de la Station spatiale internationale |
| 15 mars | Falcon 9 Bloc 5         | Cape Canaveral         | Orbite basse                        | Starlink x 23 Groupe 12-16                                                  | Satellites de télécommunications. |
| 15 mars | Falcon 9 Bloc 5         | Vandenberg             | Orbite héliosynchrone               | PANDORA, EZIE, REAL environ 30 micro- et nano-satellites de différents pays | Mission Transporter-13 de type SmallSat Rideshare |
| 16 mars | Angara A5               | Plessetsk              | Orbite basse                        | Stela 3-M 19-21                                                             | Satellites de communications militaires |
| 17 mars | Ceres-1                 | Jiuquan                | Orbite héliosynchrone               | AIRSAT 06 et 07, Yunyao-1 55-60                                             | Satellites d'orbservation de la Terre (AIRSAT), satellites météorologiques.                                                                                       |
| 18 mars | Electron                | Mahia LC-1             | Orbite basse                        | KINEIS x 5                                                                  | Internet des objets |
| 18 mars | Falcon 9 Bloc 5         | Cape Canaveral         | Orbite basse                        | Starlink x 23 Groupe 12-25                                                  | Satellites de télécommunications. |
| 21 mars | Falcon 9 Bloc 5         | Vandenberg             | Orbite héliosynchrone               | Starshield x 11 (NROL-57)                                                   | Constellation de satellites de télécommunications militaires. Version deux fois plus lourde que celle lancée auparavant.                                          |
| 21 mars | Ceres-1                 | Jiuquan                | Orbite héliosynchrone               | Yunyao-1 43-48                                                              | Satellites météorologiques |
| 24 mars | Falcon 9 Bloc 5         | Cape Canaveral         | Orbite basse                        | Naval Ocean Surveillance System version Intruder ( USA-498)                 | Satellite d'écoute électronique. |
| 26 mars | Electron                | Mahia LC-1             | Orbite basse                        | OTC-P1 x 8                                                                  | Satellites d'observation de la Terre |
| 26 mars | Longue Marche 3B/E      | Xichang                | Orbite de transfert géostationnaire | Tianlian-2 04                                                               | Satellite de télécommunications. |
| 26 mars | Falcon 9 Bloc 5         | Vandenberg             | Orbite basse                        | Starlink x 27 Groupe 11-7                                                   | Satellites de télécommunications. |
| 29 mars | Longue Marche 7A        | Wenchang               | Orbite géostationnaire              | TJS-16                                                                      | Démonstrateur technologique (télécom) |
| 31 mars | Spectrum                | Andøya                 | Orbite basse                        |                                                                             | Vol inaugural Échec du lancement |
| 31 mars | Falcon 9 Bloc 5         | Cape Canaveral         | Orbite basse                        | Starlink x 28 Groupe 6-80                                                   | Satellites de télécommunications. |

### Avril
| Date     | Lanceur               | Base de lancement      | Orbite                              | Charge utile                    | Notes |
| 1 avril  | Falcon 9 Bloc 5       | Centre spatial Kennedy | Orbite polaire                      | Fram2                           | Vol habité de 4 jours à financement privé utilisant la capsule Crew Dragon.                                                              |
| 1 avril  | Longue Marche 2D      | Jiuquan                | Orbite basse                        | Hulianwang Jishu Shiyan 6 x 4   | Satellites de télécommunications |
| 3 avril  | Longue Marche 6       | Taïyuan                | Orbite basse                        | Tianping 3A-02                  | Etalonnage radar |
| 4 avril  | Falcon 9 Bloc 5       | Vandenberg             | Orbite basse                        | Starlink x 27 Groupe 11-13      | Satellites de télécommunications. |
| 6 avril  | Falcon 9 Bloc 5       | Cape Canaveral         | Orbite basse                        | Starlink x 28 Groupe 6-72       | Satellites de télécommunications. |
| 7 avril  | Falcon 9 Bloc 5       | Vandenberg             | Orbite basse                        | Starlink x 27 Groupe 11-11      | Satellites de télécommunications. |
| 8 avril  | Soyouz 2.1a           | Baïkonour              | Orbite basse                        | Soyouz MS-27                    | Relève équipage de la Station spatiale internationale                                                                                    |
| 10 avril | Longue Marche 3B/E    | Xichang                | Orbite géosynchrone                 | TJS-17                          | Démonstrateur technologique télécom |
| 12 avril | Falcon 9 Bloc 5       | Vandenberg             | Orbite héliosynchrone               | Starshield x 22 (NROL-192 )     | Satellites de reconnaissance |
| 13 avril | Falcon 9 Bloc 5       | Centre spatial Kennedy | Orbite basse                        | Starlink x 21 Groupe 12-17      | Satellites de télécommunications |
| 14 avril | Falcon 9 Bloc 5       | Cape Canaveral         | Orbite basse                        | Starlink x 27 Groupe 6-73       | Satellites de télécommunications. |
| 16 avril | Minotaur              | Vandenberg             | Orbite héliosynchrone               | USA-521 et 522                  | Satellites de reconnaissance |
| 19 avril | Falcon 9 Bloc 5       | Vandenberg             | Orbite héliosynchrone               | Starshield x 22                 | Satellites de reconnaissance |
| 21 avril | Falcon 9 Bloc 5       | Centre spatial Kennedy | Orbite basse                        | SpaceX CRS-32                   | Ravitaillement de la Station spatiale internationale                                                                                     |
| 22 avril | Falcon 9 bloc 5       | Drapeau des États-Unis | Orbite basse                        | KORSAT-3, PHOENIX-I Tomorrow S7 | KORSAT-3 : Satellite de reconnaissance, PHOENIX-I bouclier de rentrée gonflable expérimental, Tomorrow 7 satellite météorologique.       |
| 24 avril | Longue Marche 2F/G    | Jiuquan                | Orbite basse                        | Shenzhou 20                     | Relève de l'équipage de la station spatiale chinoise                                                                                     |
| 25 avril | Falcon 9 Bloc 5       | Cape Canaveral         | Orbite basse                        | Starlink x 28 Groupe 6-74       | Satellites de télécommunications. |
| 27 avril | Longue Marche 3B/E    | Xichang                | Orbite de transfert géostationnaire | Tianlian-2 05                   | Satellite de télécommunications. |
| 28 avril | Falcon 9 Bloc 5       | Vandenberg             | Orbite basse                        | Starlink x 27 Groupe 11-9       | Satellites de télécommunications. |
| 28 avril | Atlas V 551           | Cap Canaveral          | Orbite basse                        | KuiperSat x 27                  | Méga constellation de satellites de télécommunication                                                                                    |
| 28 avril | Falcon 9 Bloc 5       | Cape Canaveral         | Orbite basse                        | Starlink x 23 Groupe 12-23      | Satellites de télécommunications. |
| 28 avril | Longue Marche 5B.YZ-2 | Wenchang               | Orbite héliosynchrone               | Guowang x 10                    | Déploiement de la superconstellation de télécommunications Guowang                                                                       |
| 29 avril | Falcon 9 Bloc 5       | Centre spatial Kennedy | Orbite basse                        | Starlink x 23 Groupe 12-10      | Satellites de télécommunications |
| 29 avril | Vega-C                | Kourou                 | Orbite héliosynchrone               | Biomass                         | Satellite d'observation de la Terre |
| 29 avril | Firefly Alpha         | Vandenberg             | Orbite basse                        | LM-400                          | Démonstrateur technologique. Échec mise en orbite par suite de la perte d'une partie de la tuyère du second étage lors de sa mise à feu. |

### Mai
| Date   | Lanceur                | Base de lancement                    | Orbite                 | Charge utile                                                           | Notes                                                                                                |
| 2 mai  | Falcon 9 Bloc 5        | Cape Canaveral                       | Orbite basse           | Starlink x 28 Groupe 6-75                                              | Satellites de télécommunications.                                                                    |
| 4 mai  | Falcon 9 Bloc 5        | Centre spatial Kennedy               | Orbite basse           | Starlink x 29 Groupe 6-84                                              | Satellites de télécommunications                                                                     |
| 7 mai  | Falcon 9 Bloc 5        | Cape Canaveral                       | Orbite basse           | Starlink x 28 Groupe 6-93                                              | Satellites de télécommunications.                                                                    |
| 10 mai | Falcon 9 Bloc 5        | Cape Canaveral                       | Orbite basse           | Starlink x 28 Groupe 6-91                                              | Satellites de télécommunications.                                                                    |
| 10 mai | Falcon 9 Bloc 5        | Vandenberg                           | Orbite basse           | Starlink x 26 Groupe 15-3                                              | Satellites de télécommunications.                                                                    |
| 11 mai | Longue Marche 6A       | Taïyuan                              | Orbite polaire         | Yaogan 40-02 x 3                                                       | Satellite de reconnaissance                                                                          |
| 12 mai | Longue Marche 3C/E     | Xichang                              | Orbite géosynchrone    | TJS-19                                                                 | Démonstrateur technologique                                                                          |
| 13 mai | Falcon 9 Bloc 5        | Centre spatial Kennedy               | Orbite basse           | Starlink x 28 Groupe 6-83                                              | Satellites de télécommunications                                                                     |
| 13 mai | Falcon 9 Bloc 5        | Vandenberg                           | Orbite basse           | Starlink x 26 Groupe 15-4                                              | Satellites de télécommunications.                                                                    |
| 14 mai | Falcon 9 Bloc 5        | Cape Canaveral                       | Orbite basse           | Starlink x 28 Groupe 6-67                                              | Satellites de télécommunications.                                                                    |
| 14 mai | Longue Marche 2 D      | Jiuquan                              | Orbite héliosynchrone  | Taikong Jisuan x 12                                                    | ? |
| 16 mai | Falcon 9 Bloc 5        | Vandenberg                           | Orbite basse           | Starlink x 26 Groupe 15-5                                              | Satellites de télécommunications.                                                                    |
| 17 mai | Zhuque-2 E             | Jiuquan                              | Orbite héliosynchrone  | Tianyi x 6                                                             | ? |
| 17 mai | Electron               | Mahia LC-1                           | Orbite héliosynchrone  | QPS-SAR 10                                                             | Satellite d'observation de la Terre radar. Fait partie de la constellation iQPS de 36 satellites.    |
| 18 mai | PSLV-XL                | Satish Dhawan                        | Orbite héliosynchrone  | RISAT-1B                                                               | Échec mise en orbite par suite d'une défaillance du troisième étage du lanceur.                      |
| 19 mai | Ceres-1 S              | Plateforme de lancement en mer Jaune | Orbite basse           | Tianqi x 4                                                             | Satellites internet des objets                                                                       |
| 20 mai | Longue Marche 7A       | Wenchang                             | Orbite géostationnaire | ChinaSat 3B                                                            | Satellite de télécommunications                                                                      |
| 21 mai | Falcon 9 Bloc 5        | Cape Canaveral                       | Orbite basse           | Starlink x 23 Groupe 12-15                                             | Satellites de télécommunications.                                                                    |
| 21 mai | Lijian-1 (Kinetica 1)  | Jiuquan                              | Orbite héliosynchrone  | Taijing x 2, Xingrui-11, Xingjiyuan-1 , Lifangti-108 001, Xiguang-1 02 | Satellites d'observation de la Terre                                                                 |
| 23 mai | Falcon 9 Bloc 5        | Vandenberg                           | Orbite basse           | Starlink x 27 Groupe 11-16                                             | Satellites de télécommunications.                                                                    |
| 23 mai | Soyouz 2.1b / Fregat-M | Plessetsk                            | Orbite moyenne         | Nivelir-L-5                                                            | Surveillance de l'espace                                                                             |
| 24 mai | Falcon 9 Bloc 5        | Cape Canaveral                       | Orbite basse           | Starlink x 23 Groupe 12-22                                             | Satellites de télécommunications.                                                                    |
| 27 mai | Falcon 9 Bloc 5        | Vandenberg                           | Orbite basse           | Starlink x 24 Groupe 17-1                                              | Satellites de télécommunications.                                                                    |
| 27 mai | Starship               | SpaceX Starbase                      | Vol suborbital         | Drapeau des États-Unis                                                 | Neuvième vol de qualification. Trosième test de la v2 du deuxième étage : (Perte de contrôle en vol) |
| 28 mai | Falcon 9 Bloc 5        | Centre spatial Kennedy               | Orbite basse           | Starlink x 27 Groupe 6-84                                              | Satellites de télécommunications                                                                     |
| 28 mai | Longue Marche 3B/E     | Xichang                              | Orbite héliocentrique  | Tianwen 2                                                              | Retour d'échantillons de sol de l'astéroïde (469219) Kamoʻoalewa                                     |
| 29 mai | Longue Marche 42       | Jiuquan                              | Orbite héliosynchrone  | Shijan 26                                                              | Satellite d'observation de la Terre                                                                  |
| 30 mai | Falcon 9 Bloc 5        | Cap Canaveral                        | Orbite moyenne         | GPS III-08                                                             | Satellite de navigation                                                                              |
| 31 mai | Falcon 9 Bloc 5        | Vandenberg                           | Orbite basse           | Starlink x 27 Groupe 10-32                                             | Satellites de télécommunications.                                                                    |

### Juin
| Date    | Lanceur            | Base de lancement            | Orbite                              | Charge utile                                            | Notes                                                                |
| 2 juin  | Electron           | Mahia LC-1                   | Orbite héliosynchrone               | BlackSky Gen. 3                                         | Satellite d'observation de la Terre                                  |
| 3 juin  | Falcon 9 Bloc 5    | Cape Canaveral               | Orbite basse                        | Starlink x 23 Groupe 12-19                              | Satellites de télécommunications.                                    |
| 4 juin  | Falcon 9 Bloc 5    | Vandenberg                   | Orbite basse                        | Starlink x 27 Groupe 11-22                              | Satellites de télécommunications.                                    |
| 5 juin  | Longue Marche 6A   | Base de lancement de Taiyuan | Orbite basse                        | Qianfan x 18                                            | Déploiement de la constellation de satellites de télécommunications. |
| 7 juin  | Falcon 9 Bloc 5    | Cape Canaveral               | Orbite géostationnaire              | SXM-10                                                  | Satellite de télécommunications.                                     |
| 8 juin  | Falcon 9 Bloc 5    | Vandenberg                   | Orbite basse                        | Starlink x 26 Groupe 15-8                               | Satellites de télécommunications.                                    |
| 10 juin | Falcon 9 Bloc 5    | Cape Canaveral               | Orbite basse                        | Starlink x 27 Groupe 12-24                              | Satellites de télécommunications.                                    |
| 11 juin | Electron           | Mahia LC-1                   | Orbite héliosynchrone               | QPS-SAR 11                                              | Satellite d'observation de la Terre                                  |
| 13 juin | Falcon 9 Bloc 5    | Cape Canaveral               | Orbite basse                        | Starlink x 23 Groupe 12-26                              | Satellites de télécommunications.                                    |
| 14 juin | Longue Marche 2D   | Xichang                      | Orbite héliosynchrone               | Zhangheng-1-02                                          | Etude l'ionosphère                                                   |
| 17 juin | Falcon 9 Bloc 5    | Vandenberg                   | Orbite basse                        | Starlink x 26 Groupe 15-9                               | Satellites de télécommunications.                                    |
| 19 juin | Angara A5 / Briz-M | Plessetsk                    | Orbite géosynchrone                 | Cosmos 2589/2590                                        | ?                                                                    |
| 18 juin | Falcon 9 Bloc 5    | Cape Canaveral               | Orbite basse                        | Starlink x 28 Groupe 10-18                              | Satellites de télécommunications.                                    |
| 20 juin | Longue Marche 3B/E | Xichang                      | Orbite de transfert géostationnaire | ChinaSat 9C                                             | Satellite de télécommunications.                                     |
| 23 juin | Falcon 9 Bloc 5    | Cape Canaveral               | Orbite basse                        | Starlink x 27 Groupe 10-23                              | Satellites de télécommunications.                                    |
| 23 juin | Falcon 9 Bloc 5    | Vandenberg                   | Orbite héliosynchrone               | environ 50 micro- et nano-satellites de différents pays | Mission Transporter-14 de type SmallSat Rideshare                    |
| 25 juin | Falcon 9 Bloc 5    | Cape Canaveral               | Orbite basse                        | Starlink x 27 Groupe 10-16                              | Satellites de télécommunications.                                    |
| 25 juin | Falcon 9 Bloc 5    | Centre spatial Kennedy       | Orbite basse                        | Axiom Space-4                                           | Mission d'astronautes payants de 15 jours                            |
| 26 juin | Electron           | Mahia LC-1                   | Orbite héliosynchrone               | Hawk 12 A,B,C, Kestrel-0A                               | Satellites SIGINT, démontrateur technologique                        |
| 27 juin | Falcon 9 Bloc 5    | Cape Canaveral               | Orbite basse                        | Starlink x 27 Groupe 12-24                              | Satellites de télécommunications.                                    |
| 28 juin | H-IIA              | Tanegashima                  | Orbite héliosynchrone               | GOSAT-GW                                                | Dernier vol du lanceur H-IIA.                                        |
| 28 juin | Falcon 9 Bloc 5    | Vandenberg                   | Orbite basse                        | Starlink x 26 Groupe 15-7                               | Satellites de télécommunications.                                    |

### Juillet
| Date       | Lanceur                 | Base de lancement      | Orbite                 | Charge utile                                | Notes                                                                   |
| 1 juillet  | Falcon 9 Bloc 5         | Centre spatial Kennedy | Orbite géostationnaire | MTG-S1/Sentinel-4A                          | Satellite météorologique emportant une charge d'observation de la Terre |
| 2 juillet  | Falcon 9 Bloc 5         | Cape Canaveral         | Orbite basse           | Starlink x 27 Groupe 10-25                  | Satellites de télécommunications.                                       |
| 3 juillet  | Longue Marche 4C        | Xichang                | Orbite basse           | Shiyan-28B-01                               | ?                                                                       |
| 3 juillet  | Soyouz 2.1a             | Baïkonour              | Orbite basse           | Progress MS-31                              | Ravitaillement de la Station spatiale internationale                    |
| 8 juillet  | Falcon 9 Bloc 5         | Cape Canaveral         | Orbite basse           | Starlink x 28 Groupe 10-28                  | Satellites de télécommunications.                                       |
| 13 juillet | Falcon 9 Bloc 5         | Cape Canaveral         | Orbite géostationnaire | Dror-1                                      | Satellite de télécommunications.                                        |
| 14 juillet | Longue Marche 7         | Wenchang               | Orbite basse           | Tianzhou 9                                  | Ravitaillement station spatiale chinoise                                |
| 16 juillet | Falcon 9 Bloc 5         | Vandenberg             | Orbite basse           | Starlink x 26 Groupe 15-2                   | Satellites de télécommunications.                                       |
| 16 juillet | Falcon 9 Bloc 5         | Cape Canaveral         | Orbite basse           | KuiperSat x 24                              | Satellites de télécommunications.                                       |
| 19 juillet | Falcon 9 Bloc 5         | Vandenberg             | Orbite basse           | Starlink x 24 Groupe 17-3                   | Satellites de télécommunications.                                       |
| 22 juillet | Falcon 9 Bloc 5         | Cape Canaveral         | Orbite moyenne         | O3b mPOWER x 2                              | Satellites de télécommunications.                                       |
| 23 juillet | Falcon 9 Bloc 5         | Vandenberg             | Orbite basse           | TRACERS x 2 , Athena EPIC, Skykraft 4A-4D   | TRACERS : Satellites scientifique (étude magnéstophère                  |
| 25 juikket | Soyouz 2.1a / Fregat-MT | Vostotchny             | Orbite héliosynchrone  | Ionosfera x 2, nanosatellites               | Ionosfera : étude de l'ionosphère et de la magnétosphère.               |
| 26 juillet | Vega-C                  | Kourou                 | Orbite héliosynchrone  | CO3D x 4                                    | Satellite d'observation de la Terre                                     |
| 28 juillet | Longue Marche 6 A       | Taiyuan                | Orbite héliosynchrone  | Guowang x 5                                 | Déploiement de la superconstellation de télécommunications Guowang      |
| 26 juillet | Falcon 9 Bloc 5         | Cape Canaveral         | Orbite basse           | Starlink x 28 Groupe 10-26                  | Satellites de télécommunications.                                       |
| 27 juillet | Falcon 9 Bloc 5         | Vandenberg             | Orbite basse           | Starlink x 24 Groupe 17-2                   | Satellites de télécommunications.                                       |
| 29 juillet | Hyperbola-1             | Jiuquan                | Orbite héliosynchrone  | Kunpeng-03                                  | Satellite d'observation de la Terre                                     |
| 30 juillet | Longue Marche 8 A       | Wenchang               | Orbite héliosynchrone  | Guowang x 9                                 | Déploiement de la superconstellation de télécommunications Guowang      |
| 30 juillet | Falcon 9 Bloc 5         | Cape Canaveral         | Orbite basse           | Starlink x 28 Groupe 10-29                  | Satellites de télécommunications.                                       |
| 30 juillet | GSLV Mk II              | Satish Dhawan          | Orbite héliosynchrone  | NISAR \|Satellite d'observation de la Terre |                                                                         |
| 31 juillet | Kuaizhou 1A             | Xichang                | Orbite héliosynchrone  | PRSC-S1                                     | Satellite d'observation de la Terre                                     |
| 31 juillet | Falcon 9 Bloc 5         | Vandenberg             | Orbite basse           | Starlink x 19 Groupe 13-4, Starshield x 2   | Satellites de télécommunications.                                       |

### Août
| Date         | Lanceur          | Base de lancement        | Orbite                | Charge utile                                       | Notes                                                                                             |
| 1 aout       | Falcon 9 Bloc 5  | Centre spatial Kennedy   | Orbite basse          | SpaceX Crew-11                                     | Relève équipage de la Station spatiale internationale                                             |
| 4 aout       | Falcon 9 Bloc 5  | Cape Canaveral           | Orbite basse          | Starlink x 28 Groupe 10-30                         | Satellites de télécommunications.                                                                 |
| 4 aout       | Longue Marche 12 | Wenchang                 | Orbite héliosynchrone | Guowang x 9                                        | Déploiement de la superconstellation de télécommunications Guowang                                |
| 5 aout       | Electron         | Mahia LC-1               | Orbite héliosynchrone | QPS-SAR 12                                         | Satellite d'observation de la Terre radar. Fait partie de la constellation iQPS de 36 satellites. |
| 8 aout       | Jielong-3        | Mer de Chine méridionale | Orbite héliosynchrone | GeeSat Qianli Haohan, GeeSat ZoomLion , GeeSat × 9 | Satellites de navigation                                                                          |
| vers 10 aout | Falcon 9 Bloc 5  | Vandenberg               | Orbite basse          | Starlink x 24 Groupe 17-4                          | Satellites de télécommunications.                                                                 |
| vers 10 aout | Falcon 9 Bloc 5  | Cape Canaveral           | Orbite basse          | KuiperSat x 24                                     | Satellites de télécommunications.                                                                 |
| vers 12 aout | Falcon 9 Bloc 5  | Cape Canaveral           | Orbite basse          | Starlink x 28 Groupe 10-20                         | Satellites de télécommunications.                                                                 |
| vers 21 aout | Falcon 9 Bloc 5  | Centre spatial Kennedy   | Orbite basse          | SpaceX CRS-33                                      | Ravitaillement de la Station spatiale internationale                                              |
| vers 25 aout | Longue Marche 8  | Wenchang                 | Orbite basse          | Qianfan x 18                                       | Déploiement de la constellation de satellites de télécommunications.                              |
| vers août    | Atlas V N22      | Cap Canaveral            | Orbite basse          | CST-100 Starliner-1 (PCM-1)                        | Premier vol opérationnel. Relève de l'équipage de la Station spatiale internationale.             |

### Septembre
| Date              | Lanceur         | Base de lancement | Orbite                  | Charge utile              | Notes |
| vers 11 septembre | Soyouz 2.1a     | Baïkonour         | Orbite basse            | Progress MS-32            | Ravitaillement de la Station spatiale internationale |
| vers septembre    | Vulcan VC4      | Cap Canaveral     | Orbite basse            | SNC-1                     | Ravitaillement de la Station spatiale internationale. Premier vol du vaisseau cargo Dream Chaser                                                                                         |
| vers septembre    | H-III 24        | Tanegashima       | Orbite basse            | HTV-X 1                   | Ravitaillement de la Station spatiale chinoise. Premier vol du cargo spatial HTV-X. |
| vers septembre    | Falcon 9 Bloc 5 | à définir         | Point de Lagrange L1    | IMAP, SWFO-L1, GLIDE      | IMAP : Satellite d'étude du vent solaire et du milieu interstellaire local, SWFO-L1 satellite de météorologie spatiale, GLIDE observation de l'exosphère de la Terre dans l'ultraviolet. |
| vers septembre    | Vega-C          | Kourou            | Orbite haute elliptique | SMILE                     | Satellite d'observation de la Terre |
| vers septembre    | Ariane 62       | Kourou            | Orbite héliosynchrone   | MetOp-SG A1 / Sentinel-5A | Satellite météorologique. Sentinel 5A est un spectromètre imageur ultraviolet/visible/proche infrarouge                                                                                  |
| vers septembre    | Atlas V 551     | Cap Canaveral     | Orbite géostationnaire  | ViaSat-3 EMEA             | Satellite de télécommunication |

### Octobre
| Date         | Lanceur                      | Base de lancement      | Orbite               | Charge utile         | Notes                                                |
| vers octobre | Angara A5 / Briz-M           | Vostotchny             | Point de Lagrange L2 | Spektr-UF            | Télescope spatial fonctionnant dans l'ultraviolet    |
| vers octobre | Falcon 9 Bloc 5              | Centre spatial Kennedy | Orbite basse         | SpaceX CRS-35        | Ravitaillement de la Station spatiale internationale |
| vers octobre | Falcon 9 Bloc 5 \| à définir | Transfert vers la lune | IM-3                 | Atterrisseur lunaire |                                                      |

### Novembre
| Date             | Lanceur                 | Base de lancement | Orbite                | Charge utile                                 | Notes                                                 |
| vers 20 novembre | Soyouz 2.1a / Fregat-MT | Vostotchny        | Orbite inconnue       | AIST-2T n°01 et 02, nombreux nano satellites | Démonstrateurs technologiques                         |
| vers 27 novembre | Soyouz 2.1a             | Baïkonour         | Orbite basse          | Soyouz MS-28                                 | Relève équipage de la Station spatiale internationale |
| vers novembre    | PSLV-XL                 | Satish Dhawan     | Orbite héliosynchrone | Resourcesat-3                                | Satellite d'observation de la Terre                   |

### Décembre
| Date             | Lanceur     | Base de lancement | Orbite       | Charge utile   | Notes |
| vers 19 décembre | Soyouz 2.1a | Baïkonour         | Orbite basse | Progress MS-33 | Ravitaillement de la Station spatiale internationale |
| vers décembre    | Antares 330 | Cape Canaveral    | Orbite basse | Cygnus NG-22   | Ravitaillement de la Station spatiale internationale. Premier vol de la version du lanceur Antares 330 utilisant un nouveau premier étage propulsé par des moteurs-fusées Miranda. |

### À définir
| Date      | Lanceur                 | Base de lancement                       | Orbite                              | Charge utile                         | Notes |
| à définir | Vega-C                  | Kourou                                  | Orbite héliosynchrone               | SSMS-3                               | Constellation de satellites                                                                                  |
| à définir | Longue Marche 5         | Wenchang                                | Orbite géosynchrone                 | Yaogan 44                            | Satellite de reconnaissance                                                                                  |
| à définir | GSLV Mk II              | Satish Dhawan                           | Orbite géostationnaire              | GSAT-32                              | Satellite de télécommunications ; remplacement de GSAT-6A (en)                                               |
| à définir | Soyouz / Fregat-M       | Baïkonour                               | Orbite basse                        | Bion-M n°2                           | Satellite scientifique                                                                                       |
| à définir | Electron                | Mahia LC-1                              | Orbite de transfert vénusienne      | Venus Life Finder Mission 1          | Sonde Spatiale.                                                                                              |
| à définir | Ceres-1                 | Jiuquan                                 | Héliosynchrone                      | Zengzhang-1                          | Démonstrateur technologique rentrée atmosphérique                                                            |
| à définir | PSLV-XL                 | Satish Dhawan                           | Orbite héliosynchrone               | Cartosat-3B                          | Satellite d'imagerie                                                                                         |
| à définir | Longue Marche 3B/YZ-1   | Xichang                                 | Orbite moyenne                      | Beidou-3 M29 et M30                  | Satellite de navigation                                                                                      |
| à définir | Soyouz 2.1b / Fregat-MT | Plessetsk                               | Orbite moyenne                      | Glonass-K N°19L                      | Système de navigation par satellite                                                                          |
| à définir | Pallas-1                | Jiuquan                                 | Orbite basse                        | Inconnu                              | Premier vol du lanceur Pallas-1                                                                              |
| à définir | GSLV Mk II              | Satish Dhawan                           | Orbite géostationnaire              | EOS-5                                | Satellite d'imagerie                                                                                         |
| à définir | PSLV-XL                 | Satish Dhawan                           | Orbite héliosynchrone               | Resourcesat-3SA                      | Satellite d'observation de la Terre                                                                          |
| à définir | Epsilon S               | Uchinoura                               | Orbite héliosynchrone               | JV-LOTUSat 1                         | Satellite d'observation de la Terre radar                                                                    |
| à définir | Firefly Alpha           | Vandenberg                              | Orbite basse                        | MAIA                                 | Satellite d'imagerie                                                                                         |
| à définir | Spectrum                | Andoya                                  | Orbite polaire                      | CubeSats                             | Démonstrateurs technologiques. Premier vol du lanceur léger Spectrum                                         |
| à définir | GSLV Mk III             | Satish Dhawan                           | Orbite géostationnaire              | INSAT                                | Satellite météorologique                                                                                     |
| à définir | SSLV                    | Satish Dhawan                           | Orbite héliosynchrone               | INSAT                                | Satellite météorologique                                                                                     |
| à définir | Firefly Alpha           | Vandenberg                              | Orbite basse                        | Satellites de Spaceflight Inc.       | Plusieurs satellites                                                                                         |
| à définir | Falcon 9 Bloc 5         | Cap Canaveral ou Centre Spatial Kennedy | Orbite basse                        | OneWeb#1Y                            | Satellites de télécommunications                                                                             |
| à définir | Falcon 9 Bloc 5         | Cap Canaveral ou Centre Spatial Kennedy | Orbite basse                        | OneWeb#1Z                            | Satellites de télécommunications                                                                             |
| à définir | SSLV                    | Satish Dhawan                           | Orbite héliosynchrone               | BlackSky Global Gen-2 x 4            | Microsatellites d'observation de la Terre                                                                    |
| à définir | Vega C                  | Kourou                                  | Orbite basse                        | SpaceBelt                            | Satellite de stockage de données                                                                             |
| à définir | Longue Marche 3B/E      | Xichang                                 | Orbite de transfert géostationnaire | TCSTAR-1                             | Satellite de télécommunications                                                                              |
| à définir | Vega-C                  | Kourou                                  | Orbite héliosynchrone               | SSMS-4                               | Constellation de satellites                                                                                  |
| à définir | Vega C                  | Kourou                                  | Orbite héliosynchrone               | SSMS-5                               | Constellation de satellites                                                                                  |
| à définir | RFA One                 | Andøya                                  | orbite héliosynchrone               | LRS                                  | Démonstrateur technologique. Vol inaugural du lanceur léger RFA One                                          |
| à définir | Longue Marche 11A       | DeBo 3 (barge)                          | Orbite basse                        | Charge utile inconnue                | Un ou plusieurs satellites. Premier vol du lanceur Longue Marche 11A                                         |
| à définir | Kuaizhou 11             | Jiuquan                                 | Orbite héliosynchrone               | JSBT, Xiangrikui & autres satellites | Plusieurs satellites                                                                                         |
| à définir | Jielong-1               | Jiuquan                                 | Orbite basse                        | Yizheng 03 et 04                     | Deuxième tir de ce lanceur                                                                                   |
| à définir | Proton-M / Briz-M       | Baïkonour                               | Orbite géostationnaire              | Yamal-501 no 4                       | Satellite de télécommunications                                                                              |
| à définir | Zenit-3SLB              | Baïkonour                               | Orbite géostationnaire              | Lybid'                               | Satellite de télécommunications                                                                              |
| à définir | Firefly Alpha           | Vandenberg                              | Orbite basse                        | Satellites de Spaceflight Inc.       | Plusieurs satellites                                                                                         |
| à définir | Electron                | Mahia                                   | Orbite basse                        | ACS3                                 | Démonstrateur technologique de la NASA                                                                       |
| à définir | Soyouz 2.1b / Fregat-MT | Plessetsk                               | Orbite moyenne                      | Glonass-K N°18L                      | Système de navigation par satellite                                                                          |
| à définir | Angara A5 / Persey      | Plessetsk                               | Orbite géostationnaire              | Ekspress-AMU 5                       | Satellite de télécommunications                                                                              |
| à définir | Falcon 9 bloc 5         | Drapeau des États-Unis                  | Orbite héliosynchrone               | CAS500-2 et -4, SNIPE A à D          | Satellites d'imagerie et d'étude de l'ionosphère et de la magnétosphère, satellite d'observation de la Terre |
| à définir | Nuri                    | Naro                                    | Orbite héliosynchrone               | CAS500-3                             | Satellite technologique                                                                                      |
| à définir | Nuri                    | Naro                                    | Orbite héliosynchrone               | CAS500-4                             | Satellite technologique                                                                                      |
| à définir | PSLV-XL                 | Satish Dhawan                           | Orbite héliosynchrone               | HRSAT-1 x 3                          | Satellite d'imagerie haute résolution                                                                        |
| à définir | Longue Marche 2C        | Taïyuan                                 | Orbite héliosynchrone               | HaiYang 1E                           | Satellite d'observation de la Terre                                                                          |
| à définir | Soyouz 2.1a / Fregat-MT | Plessetsk                               | Orbite de Molnia                    | Meridian-M 11 n°21L                  | Satellite de télécommunications                                                                              |
| à définir | GSLV-Mk II              | Satish Dhawan                           | Orbite géostationnaire              | NexStar-1 et 2                       | Satellites de télécommunications                                                                             |
| à définir | SLS Bloc 1              | Centre spatial Kennedy                  | Transfert vers la Lune              | Artemis III                          | Retour de l'homme sur la Lune pour la première fois depuis Apollo 17 en 1972                                 |
| à définir | Soyouz 2.1b / Fregat-M  | Baïkonour                               | Orbite de Molnia                    | Arktika-M n°3                        | Satellite de communications                                                                                  |
| à définir | Vega C                  | Kourou                                  | Orbite basse                        | ClearSpace 1                         | Démonstrateur technologique                                                                                  |
| à définir | GSLV Mk II              | Satish Dhawan                           | Orbite géostationnaire              | GISAT-2 (EOS-05)                     | Satellite de surveillance des désastres ; remplacement de GISAT-1                                            |

## Synthèse des vols orbitaux

### Par pays
Nombre de lancements par pays ayant construit le lanceur. Le pays retenu n'est pas celui qui gère la base de lancement (Kourou pour certains Soyouz, Baïkonour pour Zenit), ni le pays de la société de commercialisation (Allemagne pour Rokot, ESA pour certains Soyouz) ni le pays dans lequel est implanté la base de lancement (Kazakhstan pour Baïkonour). Chaque lancement est compté une seule fois quel que soit le nombre de charges utiles emportées. 
Ce tableau ne sera mis à jour qu'une fois l'année en cours terminée.
| Pays          | Lancements | Succès | Échecs | Échecs partiels | Remarques |
| ------------- | ---------- | ------ | ------ | --------------- | --------- |
| Chine         | 0          | 0      | 0      | 0               |           |
| Corée du Nord | 0          | 0      | 0      | 0               |           |
| Corée du Sud  | 0          | 0      | 0      | 0               |           |
| États-Unis    | 0          | 0      | 0      | 0               |           |
| Europe        | 0          | 0      | 0      | 0               |           |
| Inde          | 0          | 0      | 0      | 0               |           |
| International | 0          | 0      | 0      | 0               |           |
| Iran          | 0          | 0      | 0      | 0               |           |
| Japon         | 0          | 0      | 0      | 0               |           |
| Russie/CEI    | 0          | 0      | 0      | 0               |           |

### Par lanceur
Ce tableau ne sera mis à jour qu'une fois l'année en cours terminée.
Nombre de lancements par famille de lanceur. Chaque lancement est compté une seule fois quel que soit le nombre de charges utiles emportées. 
| Lanceur                   | Pays             | Lancements | Succès | Échecs | Échecs partiels | Remarques |
| ------------------------- | ---------------- | ---------- | ------ | ------ | --------------- | --------- |
| Angara                    | Russie           | 0          | 0      | 0      | 0               |           |
| Antares                   | États-Unis       | 0          | 0      | 0      | 0               |           |
| Ariane 5ECA               | Europe           | 3          | 0      | 0      | 0               |           |
| Atlas V                   | États-Unis       | 0          | 0      | 0      | 0               |           |
| Ceres-1                   | Chine            | 0          | 0      | 0      | 0               |           |
| Delta II                  | États-Unis       | 0          | 0      | 0      | 0               |           |
| Delta IV                  | États-Unis       | 0          | 0      | 0      | 0               |           |
| Dnepr-1                   | Ukraine          | 0          | 0      | 0      | 0               |           |
| Epsilon                   | Nouvelle-Zélande | 0          | 0      | 0      | 0               |           |
| Falcon 9                  | États-Unis       | 0          | 0      | 0      | 0               |           |
| Falcon Heavy              | États-Unis       | 0          | 0      | 0      | 0               |           |
| Firefly Alpha             | États-Unis       | 0          | 0      | 0      | 0               |           |
| GSLV                      | Inde             | 0          | 0      | 0      | 0               |           |
| H-IIA                     | Japon            | 0          | 0      | 0      | 0               |           |
| H-IIB                     | Japon            | 0          | 0      | 0      | 0               |           |
| Hyperbola-1               | Chine            | 0          | 0      | 0      | 0               |           |
| KSLV-2                    | Corée du Sud     | 0          | 0      | 0      | 0               |           |
| LauncherOne               | États-Unis       | 0          | 0      | 0      | 0               |           |
| Longue Marche 2           | Chine            | 0          | 0      | 0      | 0               |           |
| Longue Marche 3           | Chine            | 0          | 0      | 0      | 0               |           |
| Longue Marche 4           | Chine            | 0          | 0      | 0      | 0               |           |
| Longue Marche 5           | Chine            | 0          | 0      | 0      | 0               |           |
| Longue Marche 6           | Chine            | 0          | 0      | 0      | 0               |           |
| Longue Marche 7           | Chine            | 0          | 0      | 0      | 0               |           |
| Longue Marche 11          | Chine            | 0          | 0      | 0      | 0               |           |
| Minotaur I                | États-Unis       | 0          | 0      | 0      | 0               |           |
| Proton                    | Russie           | 0          | 0      | 0      | 0               |           |
| PSLV                      | Inde             | 0          | 0      | 0      | 0               |           |
| Rocket                    | États-Unis       | 0          | 0      | 0      | 0               |           |
| Rokot                     | Russie           | 0          | 0      | 0      | 0               |           |
| Safir                     | Iran             | 0          | 0      | 0      | 0               |           |
| Soyouz                    | Russie           | 0          | 0      | 0      | 0               |           |
| UR-100N (Strela ou Rokot) | Russie           | 0          | 0      | 0      | 0               |           |
| Taurus                    | États-Unis       | 0          | 0      | 0      | 0               |           |
| Unha                      | Corée du Nord    | 0          | 0      | 0      | 0               |           |
| Vega                      | Europe           | 0          | 0      | 0      | 0               |           |
| Ariane 62                 | Europe           | 0          | 0      | 0      | 0               |           |

### Par base de lancement
Nombre de lancements par base de lancement utilisée. Chaque lancement est compté une seule fois quel que soit le nombre de charges utiles emportées. 
| Site          | Pays       | Lancements | Succès | Echecs | Echecs partiels | Remarques |
| ------------- | ---------- | ---------- | ------ | ------ | --------------- | --------- |
| Baïkonour     | Kazakhstan |            |        |        |                 |           |
| Cap Canaveral | États-Unis |            |        |        |                 |           |
| Dombarovski   | Russie     |            |        |        |                 |           |
| Jiuquan       | Chine      |            |        |        |                 |           |
| Kennedy       | États-Unis |            |        |        |                 |           |
| Kourou        | France     |            |        |        |                 |           |
| Plessetsk     | Russie     |            |        |        |                 |           |
| Satish Dhawan | Inde       |            |        |        |                 |           |
| Taiyuan       | Chine      |            |        |        |                 |           |
| Tanegashima   | Japon      |            |        |        |                 |           |
| Vandenberg    | États-Unis |            |        |        |                 |           |
| Vostotchny    | Russie     |            |        |        |                 |           |
| Wenchang      | Chine      |            |        |        |                 |           |
| Xichang       | Chine      |            |        |        |                 |           |

### Par type d'orbite
Ce tableau ne sera mis à jour qu'une fois l'année en cours terminée.
Nombre de lancements par type d'orbite visée. Chaque lancement est compté une seule fois quel que soit le nombre de charges utiles emportées. 
| Orbite                 | Lancements | Succès | Échecs | Atteints par accident |
| ---------------------- | ---------- | ------ | ------ | --------------------- |
| Basse                  |            |        |        |                       |
| Moyenne                |            |        |        |                       |
| Géosynchrone/transfert |            |        |        |                       |
| Héliocentrique         |            |        |        |                       |

## Survols et contacts planétaires
| Date (U.T.C.) | Sonde spatiale     | Événement                                       | Remarque                                                       |
| ------------- | ------------------ | ----------------------------------------------- | -------------------------------------------------------------- |
| 9 janvier     | BepiColombo        | Sixième assistance gravitationnelle de Mercure. |                                                                |
| 1 mars        | Europa Clipper     | Assistance gravitationnelle de Mars.            |                                                                |
| mars          | Hera               | Assistance gravitationnelle de Mars.            | Des observations de la lune martienne Deimos seront effectuées |
| 20 avril      | Lucy               | Survol de l'astéroïde Donaldjohanson.           | Altitude 922 km                                                |
| 31 aout       | JUICE              | Assistance gravitationnelle de Vénus.           |                                                                |
| xx            | Parker Solar Probe |                                                 |                                                                |
| xx            | Juno               |                                                 |                                                                |